# Tetuán (1863)
La fragata blindada Tetuán fue un buque blindado de la Armada Española , construido en los Reales Astilleros de Esteiro Recibía su nombre en memoria de la batalla de Tetuán
Tenía el casco de madera protegido con una coraza de hierro de 130 mm, que cubría la mayor parte del casco desde 1,20 m bajo la línea de flotación, hasta la cubierta alta. Su armamento consistía en 40 cañones de 200 mm (20 a cada banda) que lanzaban proyectiles de 68 libras.

## Historial

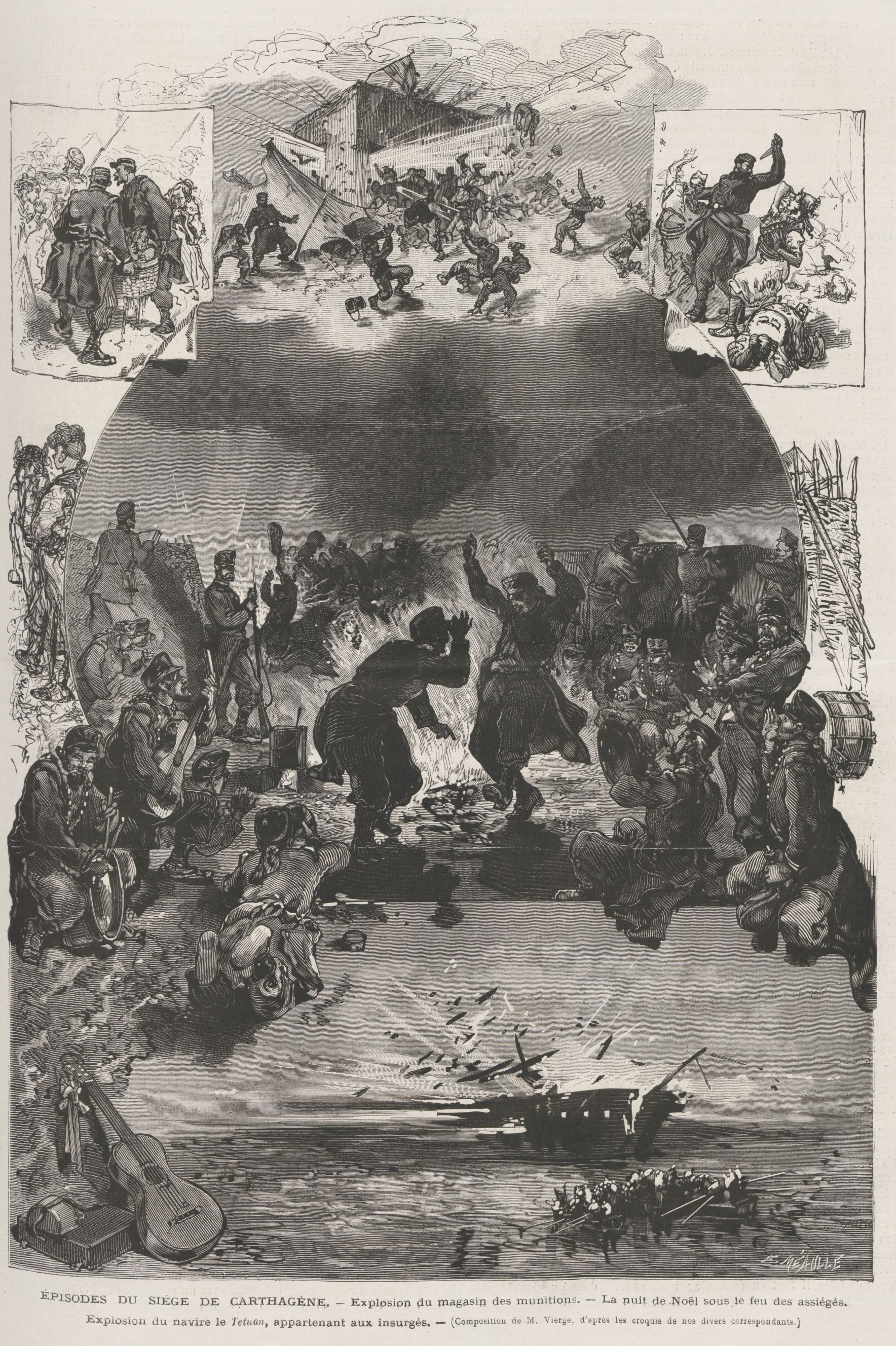
Grabado que recrea la explosión de la Tetuán el 30 de diciembre de 1873.

El 22 de mayo de 1861 se colocó la quilla en grada, se liberaron las partidas para su armamento el 11 de marzo de 1863  y fue botado el 19 de marzo de 1863, para ser dado de alta en 1866. El coste total de este buque ascendió a 6 672 258 pesetas. Fue la primera fragata blindada construida en los astilleros españoles.
Hasta 1868 se la asignó al apostadero de La Habana, año en que regresó a la península, tras pasar por Nueva York para limpiar fondos, llegando al puerto de Cádiz el 15 de julio. En esta ciudad le sorprendió La Gloriosa, se unió a la escuadra del brigadier Juan Bautista Topete. En 1873, es desarmada en el arsenal de Cartagena, pendiente de unas obras de mejora. Durante la Revolución cantonal, se unió a la escuadra cantonal de Cartagena el 12 de julio de 1873.
Al igual que todos los buques que se unieron a la escuadra cantonal, fue declarado pirata mediante decreto del gobierno de Nicolás Salmerón.
Participó con ella en el Combate naval de Portmán, el 11 de octubre de 1873.

### Pérdida
El 30 de diciembre se perdió la Tetuán al hundirse durante el asedio al Cantón de Cartagena tras un incendio declarado a bordo, que se sospechó, fue obra de un saboteador.